# 阿德里安風車

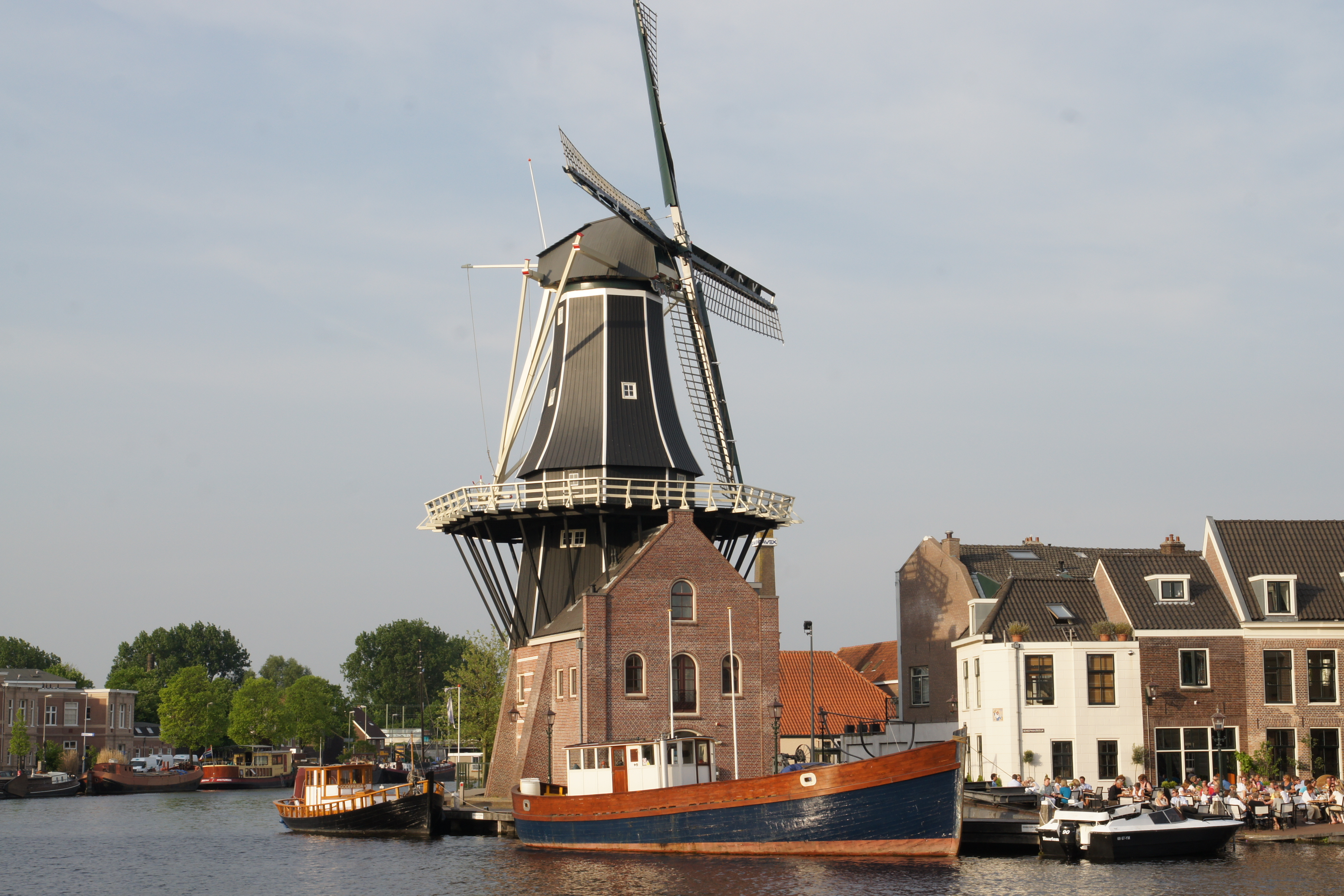
阿德里安風車

阿德里安風車（De Adriaan）是荷蘭的一座風車，位於北荷蘭省城市哈勒姆。最初的風車修建於1779年。在歷史上這座風車曾被用來生產水泥、油漆等產品。但在1932年被燒毀。現在的風車重建於2002年。阿德里安風車一直是哈勒姆天際線的獨特一部分。

## 外部連結
- Molen De Adriaan (official website) （页面存档备份，存于）
- Kroniek van Haarlem: Herbouw molen De Adriaan

52°23′02″N 4°38′34″E / 52.38389°N 4.64278°E